# Karim Moussaoui
Karim Moussaoui (Jijel, Argelia, 1976) es un director de cine argelino que trabaja en Francia.

## Biografía
Karim Moussaoui es miembro fundador de la asociación cultural que promueve el cine en Argelia. También ha estado involucrado en la programación de cine en el Instituto Francés de Argelia durante varios años.
Moussaoui fue el ganador en 2016 de la Fundación Gan para el cine por su película En attendant les hirondelles , presentada como parte de la selección Un Certain Regard en el Festival de Cine de Cannes 2017.

## Filmografía

### Como director
- 2013 : Les Jours d'avant (cortometraje)
- 2017 : En attendant les hirondelles

### Como guionista
- 2013 : Les Jours d'avant  (cortometraje)
- 2017 : En attendant les hirondelles

### Como actor
- 2007 : Délice Paloma

## Reconocimiento
- Premios César al mejor cortometraje por Les Jours d'avant (nominado)
- Festival de Namur al Premio especial  por Les Jours d'avant (ganador)
- Festival de Gijón al Premio del jurado por En attendant les hirondelles (ganador)
- Festival de cortometrajes de Clermont-Ferrand a la mención especial del jurado por Les Jours d'avant (ganador)
- Premios Lumières a la Mejor ópera prima por En attendant les hirondelles (pendiente)
- Premios Lumières al Mejor Guion por En attendant les hirondelles (pendiente)